# Kōnosuke Matsushita
Kōnosuke Matsushita (Wakayama, 27 novembre 1894 – Moriguchi, 27 aprile 1989) è stato un imprenditore giapponese.
È stato il fondatore dell'azienda Matsushita Electric Devices Manufactoring Works, diventata poi la multinazionale Panasonic.

## Biografia[1]
Matsushita nacque il 27 novembre 1894 a Wakayama. Suo padre era un proprietario terriero benestante ma a causa di investimenti sbagliati perse tutta la sua fortuna.
Per aiutare la famiglia Matsushita a 9 anni fu mandato a lavorare in un negozio di biciclette. Successivamente da adolescente fu assunto alla Osaka Electric Light Company, dove fece velocemente carriera. A 22 anni fu promosso alla posizione di ispettore elettrico e propose al suo superiore il progetto di una nuova presa di corrente; egli non ne fu entusiasta.
Nel 1918 Matsushita lasciò la compagnia per cui lavorava e ne fondò una propria: la Electric Devices Manufactoring Works. Nel 1923 progettò un nuovo faro per biciclette a forma di proiettile, in grado di mantenere la carica per quaranta ore e tentò di venderlo ai grossisti. Questi si rifiutarono ma lui non si arrese e riuscì a commerciarli direttamente ai negozi. Questo aprì le porte alla sua attività che si sviluppò fino all'inizio della seconda guerra mondiale.
Durante la guerra perse numerosi stabilimenti e nel 1946 fu costretto a ricominciare.
La compagnia crebbe vertiginosamente. Con il lancio negli Stati Uniti del 1955 nacque il marchio Panasonic; i prodotti, infatti, fino a quel momento venivano commercializzati con il marchio National. 
Nel 1961 abbandonò il suo ruolo di leader e divenne presidente dell'azienda, in continua espansione nei vari settori dell'elettronica di consumo.
La sua morte sopraggiunse nel 1989, all'età di 94 anni, a causa di una polmonite.